# Пайлот-Стейшен (аэропорт)
Аэропорт Пайлот-Стейшен (англ. Pilot Station Airport), (ИАТА: PQS, FAA LID: 0AK) — государственный гражданский аэропорт, расположенный в двух километрах к юго-западу от центрального делового района города Пайлот-Стейшен (Аляска), США.

## Операционная деятельность
Аэропорт Пайлот-Стейшен находится на высоте 93 метров над уровнем моря и эксплуатирует одну взлётно-посадочную полосу:
- 7/25 размерами 774 x 17 метров с гравийным покрытием.

За период с 31 августа 2005 года по 31 августа 2006 года Аэропорт Пайлот-Стейшен обработал 700 операций взлётов и посадок самолётов (в среднем 58 операций ежемесячно), из них 71 % пришлось на рейсы аэротакси и 29 % — на авиацию общего назначения.: